# 2231 Durrell
2231 Durrell је астероид главног астероидног појаса чија средња удаљеност од Сунца износи 2,729 астрономских јединица (АЈ).
Апсолутна магнитуда астероида је 12,4.